# Philippe, Sévère et Hermès
Pour les articles homonymes, voir Santi Cosma e Damiano et Saint-Cosme.
Philippe, Sévère et Hermès sont trois clercs chrétiens (évêque, prêtre et diacre) du proche orient, martyrs sous Dioclétien. Considérés comme martyrs et saints par les églises chrétiennes, leur mémoire est célébrée le 22 octobre.

## Biographie
Au début de la persécution de Dioclétien, en 304, le gouvernement romain fait fermer les églises qui s'étaient ouvertes lors des périodes de paix religieuse. Dioclétien veut contraindre (y compris par la force) les chrétiens à offrir des sacrifices aux dieux officiels de Rome pour assurer une meilleur cohésion de la population,,. 
Si le martyr de Philippe, évêque d'Héraclée, est attesté par des sources écrites anciennes, les récits hagiographiques postérieurs ont complété les informations initiales et détaillés son martyr et celui de ses compagnons. D'après ces récits, Sévère était prêtre et Hermès diacre. Philippe et Hermès sont arrêtés à l'issue d'une messe dominicale. Le gouverneur Justin avait donné l'ordre de fermer les églises et de lui présenter tous les vases et les livres saints. L'évêque aurait refusé en disant qu'il ne « convenait pas à l'évêque de les donner, ni au gouverneur de les recevoir ». Quand le chef de la police est venue apposer les scellés aux portes de l'église, Philippe lui aurait déclaré : « Homme crédule. Tu t'imagines que le Dieu Tout Puissant habite plutôt dans des murs de pierre que dans le cœurs des hommes ».  L'évêque et le diacre sont alors incarcéré et flagellé, puis tous deux sont brûlés vifs (en 303 ou 304, incertitude de date),,.
Les corps des deux hommes sont jetés dans la rivière mais récupérés par des chrétiens qui les enterrent à 12 milles de la ville, dans un lieu appelé « Ogetistiron ». Le prêtre Sévère, issu de la même ville d'Héraclée, serait mort martyr à une autre date dans la ville d'Andrinople.

## Culte
La mémoire de Philippe et Hermès est souvent associées à celle du prêtre Sévère, la date de mémoire de ce dernier est parfois différente des leurs, comme pour le Martyrologe syriaque et le Martyrologe hiéronymien qui commémorent Philippe et Hermès le 22 octobre, mais le lendemain pour le prêtre Sévère. Dans l’Église catholique leur mémoire est célébrée le 22 octobre.